# Muzeum Narodowe Nowej Zelandii Te Papa Tongarewa

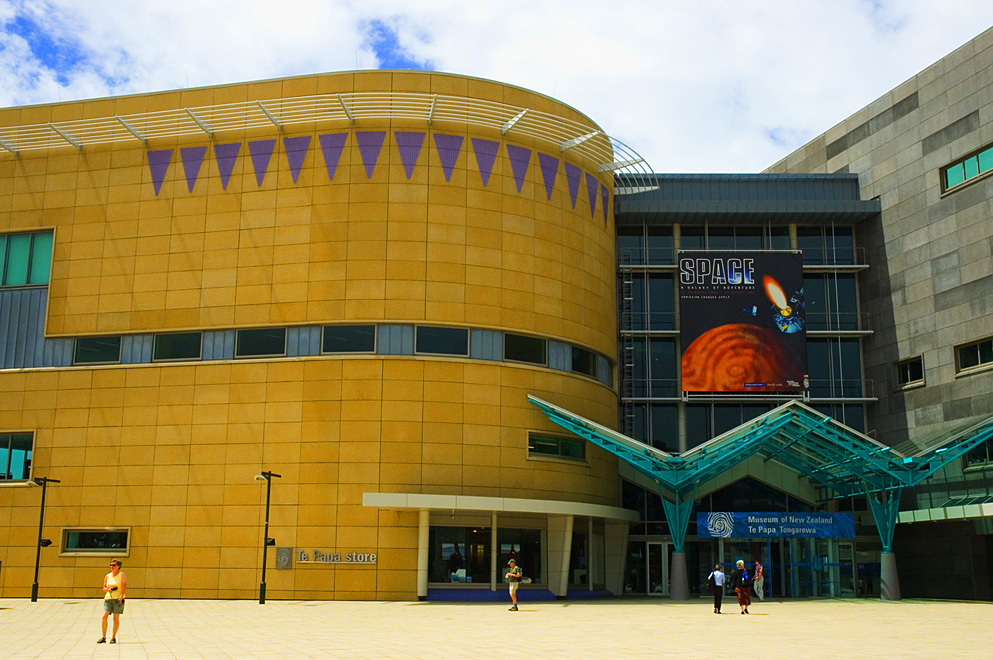
Wejście

Muzeum Narodowe Nowej Zelandii Te Papa Tongarewa – muzeum w Wellington, stolicy Nowej Zelandii, znane również jako Te Papa i Our Place ("Nasze miejsce").

## Historia
Założone w 1865 roku przez Jamesa Hectora pod nazwą Colonial Museum. Muzeum znajdowało się na Museum Street. W latach 30. XX wieku muzeum przeniesiono na Buckle Street, gdzie mieściła się również Narodowa Galeria Sztuki (ang. National Art Gallery of New Zealand). Te Papa zostało założone w 1992 roku, jednak ceremonia otwarcia w budynku, w którym muzeum funkcjonuje obecnie, miała miejsce 14 lutego 1998 roku. Otwarciu przewodniczyli: premier Jenny Shipley, Peter Blake i dwoje dzieci. Muzeum w pierwszych pięciu miesiącach działalności miało milion gości, zaś następnie od 1 do 1,3 miliona corocznie. Filmowcy Gaylene Preston i Anna Cottrell uwiecznili muzeum w filmie: Getting to Our Place.